# Acanthostracion
Acanthostracion, Bleeker, 1865, é um género de peixe da família dos ostraciídeos. Algumas das suas espécies são classificadas, em alguns sistemas taxonómicos, como pertencentes ao género Ostracion.

## Espécies
- Acanthostracion guineensis (Bleeker, 1865) Peixe-cofre-africano
- Acanthostracion notacanthus (Bleeker, 1863) Peixe-cofre-oceânico
- Acanthostracion polygonius Poey, 1876 Peixe-cofre-colmeia
- Acanthostracion quadricornis (Linnaeus, 1758) Peixe-cofre-do-golfo